# Тамара Сена
Тамара Сена да Круж Мота (порт. Tamara Sena da Cruz Mota; нар. 16 січня 2000) — бразильська футболістка, нападниця.

## Життєпис
На батьківщині виступала за молодіжну команду «Корінтіанс Тігрес».
Навесні 2019 року перейшла у «Львів-Янтарочку». У новій команді виступала під 24-м ігровим номером. У Вищій лізі України дебютувала 4 травня 2019 року в переможному (3:0) виїзному поєдинку 14-о туру проти костопільської «Родини-Ліцею». Тамара вийшла на поле на 69-й хвилині, замінивши Вікторію Араужо. У вищій лізі зіграла 3 матчі, ще по 1 поєдинку провела в кубку та Зимовій першості України. За підсумками сезону 2018/19 років «Львів-Янтарочка» фінішувала на 4-у місці, окрім цього команда дійшла до 1/2 фіналу кубку України. 20 червня 2019 року ФК «Львів» оголосив про розформування жіночої команди, а всі гравчині команди отримали статус вільних агентів.